# Felix von Courten
Felix von Courten (* 15. Mai 1877 in München; † 5. August 1959 in Villars-sur-Ollon, Kanton Waadt, Schweiz; vollständiger Name Felix René Pius Joseph Graf von Courten) war ein deutscher Architekt und Illustrator.

## Familie
Courtens Vater, Angelo Graf von Courten, entstammte der walliserischen Linie des ursprünglich italienischen Adelsgeschlechts und wurde als Sohn eines florentinischen Generals in Bologna geboren. 1873 heiratete er Irene von Klenze (1850–1916), eine Enkelin des Münchner Architekten und königlich bayerischen Baubeamten Leo von Klenze. Felix wurde als zweites Kind dieser Ehe geboren, der weitere drei Söhne und zwei Töchter entstammten. 1894 erfolgte die Immatrikulation der Familie in die erbliche bayerische Grafenklasse, so dass der Titel Graf auch Felix von Courten zustand.

## Ausbildung, Unternehmens- und Familiengründung
Von 1888 bis zum Abschluss der 7. Klasse, 1896, besuchte Felix von Courten das Maximiliansgymnasium München, wo unter anderem die späteren Maler Konrad von Miller und Max Köppen sowie der spätere Schauspieler Kurt Stieler seine Mitschüler waren. Nach bestandenem Abitur an nicht überliefertem Ort leistete er zunächst seinen Militärdienst und wurde zum Leutnant der Reserve befördert. Anschließend studierte er Architektur – vermutlich an der Technischen Hochschule München – und war bereits um 1905 als Architekt mit einer Büroadresse in der Münchner Adelheidstraße gemeldet. Während des Ersten Weltkriegs diente er als Oberleutnant im Königlich Bayerischen Infanterie-Leibregiment. Er wurde mit dem Eisernen Kreuz II. Klasse ausgezeichnet. 1924 heiratete er Clara Rosa Jelke, geborene Bartholomay, aus Chicago, eine Tochter des in Frankfurt am Main geborenen Bierbrauers und Unternehmers Philipp Bartholomay, Inhaber unter anderem der Bartholomay Brewing Company in Rochester (New York) und der Iroquois Brewing Company in Buffalo (New York). 1926 wurde die Tochter Philippa geboren († 1946). Felix von Courten verstarb im Alter von 82 Jahren und wurde in Sierre im Schweizer Kanton Wallis beigesetzt.

## Projekte und künstlerische Arbeiten
1905 beteiligte sich Felix von Courten zusammen mit dem Architekten Otho Orlando Kurz an einem von der Deutschen Gesellschaft für christliche Kunst ausgeschriebenen Architektenwettbewerb für die Kirche St. Georg und den zugehörigen Pfarrhof im Münchner Stadtteil Milbertshofen. Ihr unter dem Kennwort „Ave Maria“ eingereichter Entwurf erhielt einen der ersten drei Preise. Nach einer Umplanung durch Kurz und seinen Mitarbeiter Eduard Herbert wurde 1909 der Grundstein des Gebäudes gelegt. 1906 wurde von Courtens „Entwurf einer Kirche im Stil der alten Dorfkirchen, auf einer Anhöhe gedacht“ veröffentlicht. Es folgte der Entwurf einer „Villa mit Türmchen“ für einen privaten Bauherrn sowie Planungen weiterer Wohnbauten.
Felix von Courten war häufiger Gast bei Jan Freiherr von Wendelstadt und seiner Ehefrau Julie, geborene Gräfin Degenfeld-Schonburg, auf Schloss Neubeuern im Inntal. In den noch erhaltenen Gästebüchern (Bände III und IV) der Schlossherrin finden sich seine Besuchseinträge mit zahlreichen Aquarellen und Federzeichnungen von seiner Hand, entstanden zwischen Februar 1900 und Anfang 1906.

## Archivalien
- Meldeunterlagen (PMB) von Courten, Felix im Stadtarchiv München.